# Krka, Ivančna Gorica
Krka este o localitate din comuna Ivančna Gorica, Slovenia, cu o populație de 230 de locuitori.